# Mostarski sajam
Mostarski sajam odnosno Međunarodni sajam gospodarstva Mostar je najveća i najuspješnija sajamska izložba u Bosni i Hercegovini. Dio je Asocijacije sajmova jugoistočne Europe.
Održava se od 1997. godine, a od 2001. organizira ga tvrtka Mostarski sajam d.o.o. Sajam se održava na prostoru Slobodne zone Hercegovina u Rodoču, južno od Mostara na oko 30.000 m2 otvorenog i zatvorenog izložbenog prostora. Do 2009. godine u sklopu sajma gospodarstva bile su organizirane dvije podsajamske manifestacije Sajam vina i vinogradarske opreme te Međunarodni dani turizma. Nakon toga ove dvije manifestacije objedinjene su u Sajam turizma. Obično se održava u travnju, a posjeti ga oko 50.000 posjetitelja.
Trenutačna direktorica sajma je Dalfina Bošnjak koja ovu dužnost obavlja od 2003. godine.

## Zemlje partneri
(popis nepotpun)
- 2003. -  Srbija i Crna Gora[5]
- 2004. -
- 2005. -
- 2006. -  Mađarska[6]
- 2007. -  Austrija[7]
- 2008. -  Slovačka[8]
- 2009. -  Hrvatska[9]
- 2010. -  Srbija[10]
- 2011. -  Italija[11]
- 2012. -  Hrvatska[12]
- 2013. -  Europska unija[13]
- 2014. - bez zemlje partnera
- 2015. -  Tajvan[14]
- 2016. -  Turska[15]
- 2017. -  Hrvatska[2]
- 2018. -  Srbija[16]
- 2019. -  Kina[17]
- 2020. -  Mađarska[18] (otkazano zbog pandemije koronavirusa)[19]
- 2021. - otkazano zbog pandemije koronavirusa
- 2022. -  Mađarska[20]
- 2023. -  Izrael[21]

## Vanjske poveznice
- Službene stranice Međunarodnog sajma gospodarstva